# Vialis
Vialis er en adverbialkasus, der i de eskimoisk-aleutiske sprog svarer til andre sprogs prolativ og udtrykker vejen ad hvilken.
På grønlandsk har vialis entalsendelsen -kkut og flertalsendelsen -tigut.
Grønlansk eksempel: umiarsuakkut (med skib).

## Reference
1. ↑  Richard H. Kölbl: Kauderwelsch Band 204, Grönländisch Wort für Wort, ISBN 3-89416-373-9, S. 37